# Джульєт Мілз

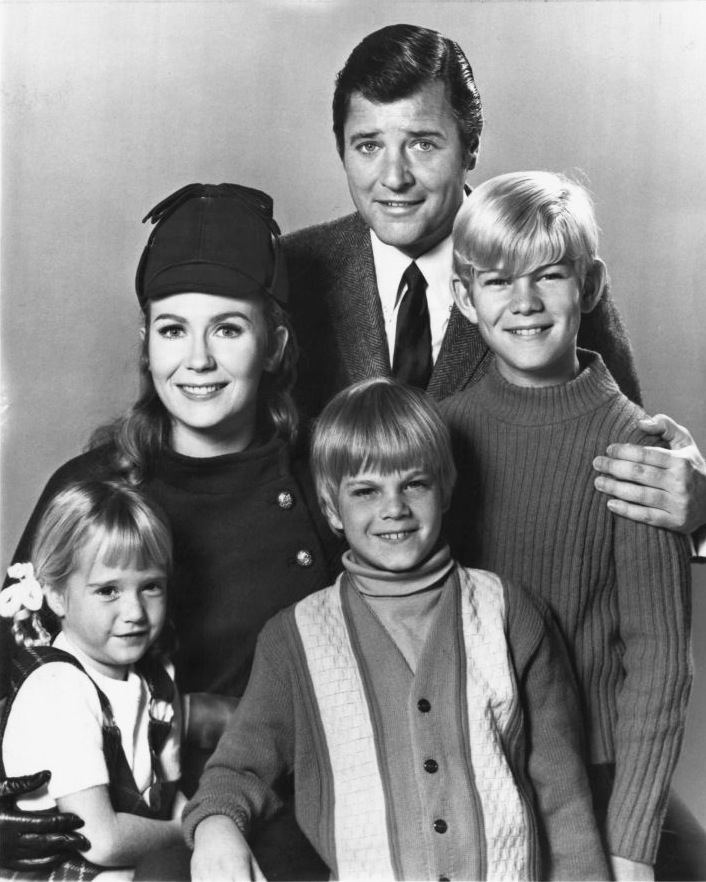
Основний склад серіалу «» (1970). Зверху за годинниковою стрілкою: Річард Лонг,,, Кім Річардс та Джульєт Міллс.

Джульєт Мілз (англ. Juliet Mills, 21 листопада 1941, Лондон, Англія) — англійська акторка, донька актора Джона Мілза та письменниці Мері Хейлі Белл, старша сестра актриси Хейлі Мілз .

## Кар'єра
Міллс виграла премію «Еммі» в 1974 році, і знову була номінована на неї в 2005 році, двічі була номінована на «Золотий глобус»: в 1971 і 1973 роках, а також була номінована на премію «Тоні» в 1960 році.
Джульєт розпочала свою кар'єру як дитина-акторка і згодом продовжила акторську кар'єру. Вона активно знімалася в різних жанрах фільмах у 1960-х і 1970-х роках, а також активно працювала на телебаченні. А з 1980-х років вона з'являється, головним чином, у різних телесеріалах, таких як «Династія», «Усі мої діти», «Коломбо» тощо. З 1999 по 2008 рік знімалася у серіалі «Пристрасті», де виконувала роль відьми. У 2008—2009 роках Мілз знімалася в британському серіалі «Дикі серцем», а в 2010—2014 роках була запрошеною зіркою в американській комедії «Красуні в Клівленді», де грала роль матері героїні Джейн Лівз.
У 1980 році Джульєт Мілз вийшла заміж за актора Максвелла Колфілда, який молодший за неї на 18 років.

## Фільмографія
- В якому ми служимо (1942)
- Так добре пам'ятають (1947)
- Людина жовтня (1947)
- Історія містера Поллі (1949)
- Ні, моя дорога дочка (1961)
- Двічі навколо нарцисів (1962)
- Медсестра на колесах (1963)
- Так тримати… Джек (1963)
- Інший ящик (1966)
- Рідкісна порода (1966)
- О, що за чудова війна (1969)
- Аванті! (1972)
- Чайка на ім'я Джонатан Лівінгстон (1973)
- За дверима (1974)
- Другий ступінь (1976)
- Музей воскових фігур 2 (1991)
- Інша сестра (1999)
- Як займатися коханням по-англійськи (2014) — Джоан
- Щасливчик (2014)
- На шляху до Грейс (2018) — бабуся